# Emilia de Vialar

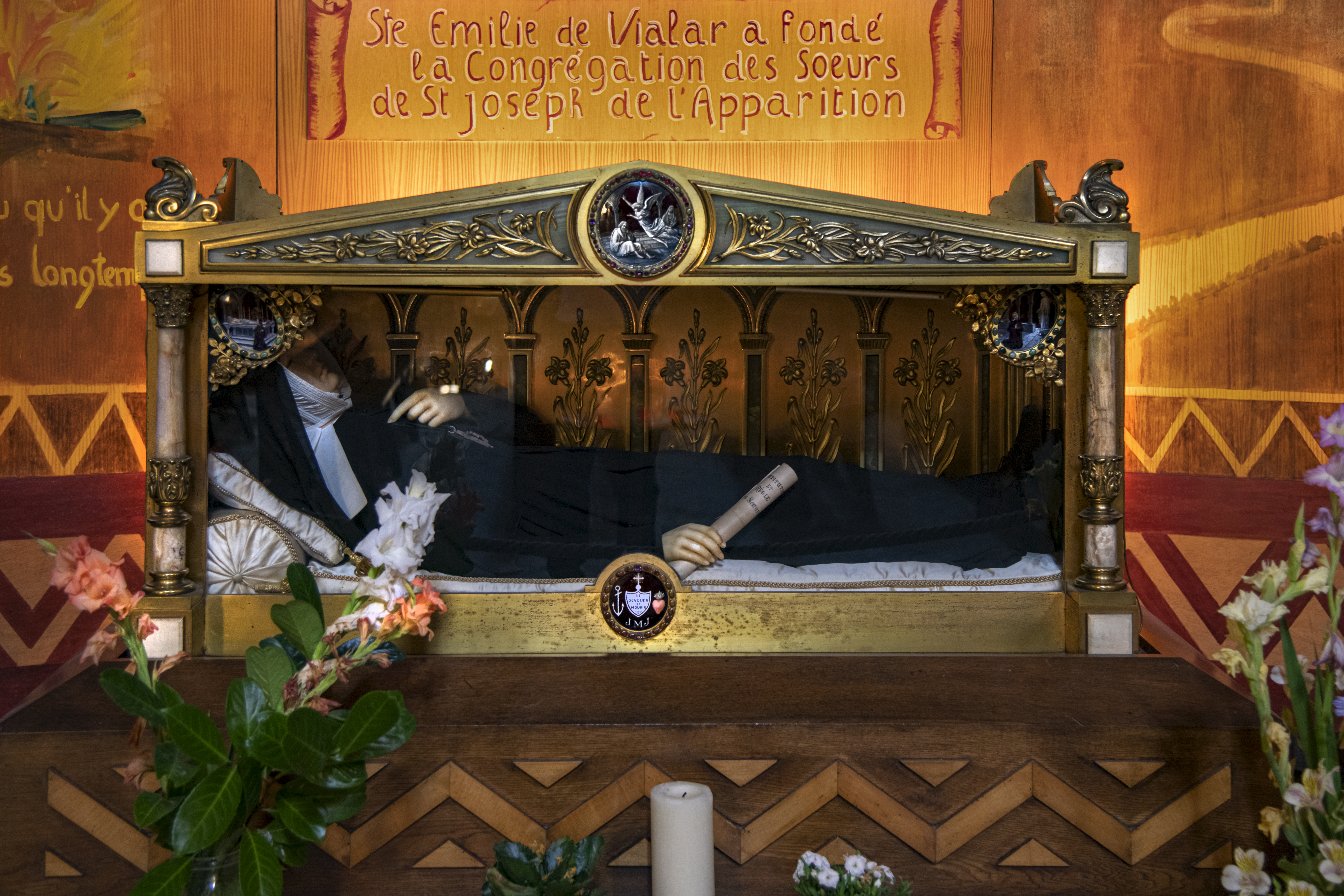
Su relicario en Galhac.

Emilia de Vialar (Gaillac, Tarn, 12 de septiembre de 1797 - Marsella, 24 de agosto de 1856) fue una religiosa francesa, fundadora de la congregación misionera de las Hermanas de San José de la Aparición. Es venerada como santa por la Iglesia católica.

## Biografía
Anne Marguerite Adelaide Émilie de Vialar nació en Galhac en 1797, en plena Revolución francesa en el seno de una familia acomodada, la de los barones de Vialar. Educada cristianamente por su madre, es enviada después en la escuela, entonces laica. En 1810, la familia se instaló en París y Emilia estudió en el colegio de la Abbaye-au-Bois, de la Congregación de la Madre de Dios de San Pedro Fourier. En septiembre de ese mismo año, murió su madre de un bajon de azúcar porque tenía diabetes a los 34 años. 
Al cumplir los quince años, volvió a Galhac. En 1816 decidió consagrarse a la religión, a partir de una experiencia mística y de la primera predicación que tuvo lugar en la iglesia del pueblo después de la Revolución. En una visión, vio a Cristo muerto sobre el altar, con las cinco llagas, y entonces hizo la promesa de rezar diariamente cinco padrenuestros y cinco avemarías. A pesar de ello, continuó haciendo vida mundana, ya que su padre se opuso a que entrara en religión. Bajo la dirección espiritual del padre Mercier, hizo obras de caridad y visitó a los necesitados, dándoles ayuda.

### Fundación de la congregación
La Nochebuena de 1832, Emilia y tres compañeras se encerraron en una casa que habían comprado, cerca de la iglesia del pueblo como parte de la herencia que la joven había recibido de su abuelo el barón de Portal. Emilia dejó a su padre, que continuaba oponiéndose a su vida, una carta de despido y marchó en secreto a la casa. La pequeña comunidad dio origen a la Congregación de las Hermanas de San José de la Aparición, puesto bajo la advocación de san José de Nazaret recibiendo el anuncio de la encarnación de Cristo. En tan solo seis meses, el grupo creció hasta acoger a 26 hermanas, que obtuvieron la aprobación del obispo de Albi, De Gualy. Vivieron durante dos años atendiendo la necesidades: pobres, enfermos, ancianos, etc., a domicilio, y ofreciendo educación a los niños. 
La intención de las hermanas era ser misioneras y evangelizar otras tierras. El hermano de Emilia, Augustin de Vialar, marchó en Argelia, hasta hace poco ocupada por Francia,  en 1833 y llamó a su hermana para que atendiera un hospital que se había abierto. Las hermanas llegaron a Argel en agosto de 1835 y asistieron las víctimas de una epidemia de cólera a Argel, independientemente de su religión, lo cual despertó la simpatía de la población, mayoritariamente musulmana. Construyeron un asilo, un noviciado, un hospital y una escuela: al acabar 1836, había unas veinte hermanas trabajando. Poco a poco, el instituto creció y se fueron abriendo nuevas fundaciones en Bona, Constantina y en 1839 Mustafá i Ben Aknou.

### Conflictos en Argel y Galhac
El obispo de Albi recomendó a Vialar que aprobara la congregación por la Santa Sede, pero la fundadora tuvo que enfrentarse en el obispo Dupuch, de Argel, que quería intervenir en la organización de la congregación y modificar las constituciones porque tan solo pudieron trabajar en su diócesis. En 1840 fundó una casa en Túnez, fuera del protectorado francés y viajó en Roma, donde fue recibida por Gregorio XVI en diciembre. El conflicto con el obispo Dupuch, hizo que la congregación no fuera aprobada (tan solo lo sería en 1862). Recibió el decretum laudis (aprobación provisional) el mayo de 1842, pero poco después la congregación es expulsada de Argelia por la presión del obispo. Al volver de Roma, Emilia pasó por París y Galhac, donde hizo las paces con su padre, volviendo nuevamente a África. Una tormenta en el viaje de vuelta hizo que el barco hiciera escala en Malta, donde Emilia fundó dos nuevas casas y residió allí durante once meses. 
Hacia 1844, Vialar había fundado catorce casas, dedicándose buena parte de la herencia de su abuelo. Mientras tanto, había dejado la gestión económica de la congregación en manos de una de sus primeras compañeras, Paulina Gineste; la gestión fue nefasta y cayó en fallida económica. Los libros de cuentas fueron falseados y Vialar tuvo que ir a los tribunales en un pleito que le ocupó entre 1847 y 1851 y que acabó con la condena de Emilia, arruinada, y que provocó una escisión en la congregación y la pérdida de la casa de Galhac. Las partidarias de Vialar dejaron Galhac en 1847 y la congregación se instaló a Toulouse, pero los rumores y la maledicencia tenían que llegar y no recibieron ningún apoyo, por lo cual tuvieron que marchar.

### Establecimiento en Marsella y muerte
En 1852 llegaron a Marsella, donde se estableció la nueva casa madre con el apoyo del obispo Eugène de Mazenod, que también había fundado una orden de misioneros, los Oblatos de María Inmaculada.
Mientras tanto desde Túnez, se habían abierto nuevas casas en Susa, Sfax, la Marsa y la Goleta. Las hermanas son llamadas en Chipre y Grecia, donde va la misma fundadora, que viaja a Syra, Beirut y Jerusalén. Pronto se abren nuevas casas en Quios, Jaffa, Trebisonda, Creta y Belén y, después, en Saida, Trípoli, Erzerum y Alep en 1854. Ese mismo año, el obispo de Perth (Australia) había pedido misioneras y fueron enviadas cuatro hermanas, que fundaron la casa de Fremantle.  Queriendo imitar el ejemplo de Francisco Javier, en 1856 envía seis hermanas en el Extremo Oriente, respondiendo a la llamada del vicario de Birmania, que busca misioneros. 
El mismo año, el 24 de agosto, Emilia muere a causa de una hernia estrangulada en Marsella. Al morir, la congregación se extendía, en 42 casas en cuatro continentes (Europa, África, Asia y Oceanía).

## Veneración
Sus reliquias en el cementerio de Saint-Pierre, fueron llevadas en 1914 a la casa madre de Marsella. Fue canonizada el 24 de junio de 1951 por Pío XII.
- Datos: Q440056
- Multimedia: Émilie de Vialar / Q440056